# Cañón del Fraser

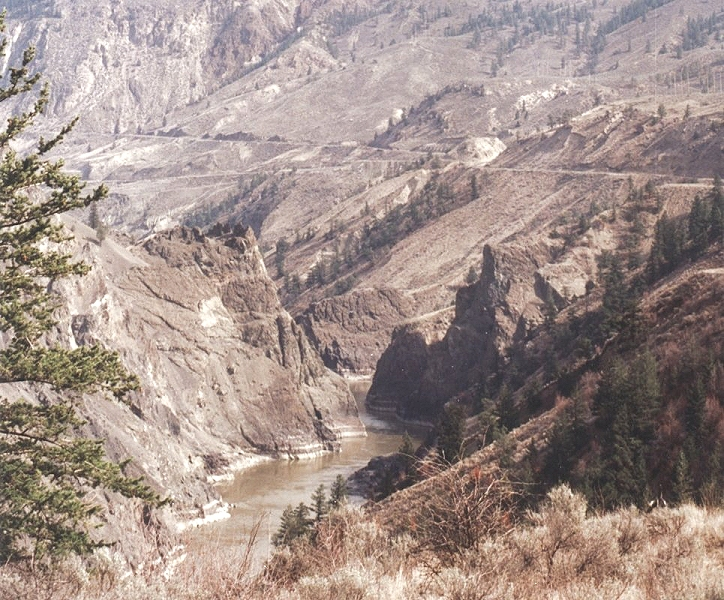
El cañón del Fraser cerca de Fountain (Columbia Británica)

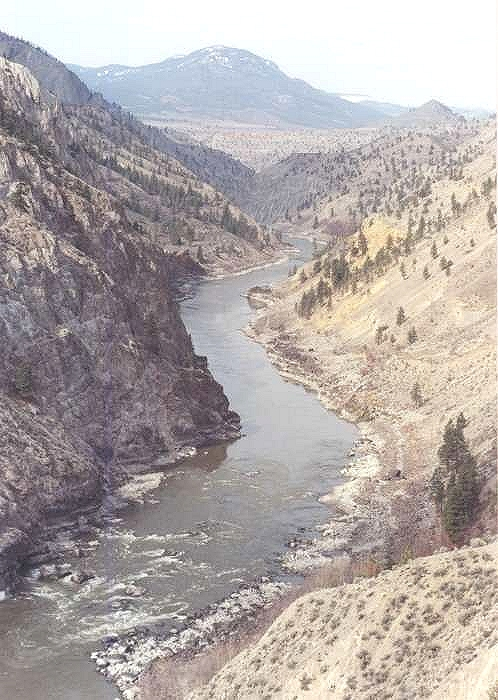
Vista del cañón del Fraser mirando hacia arriba desde Fountain (Columbia Británica)

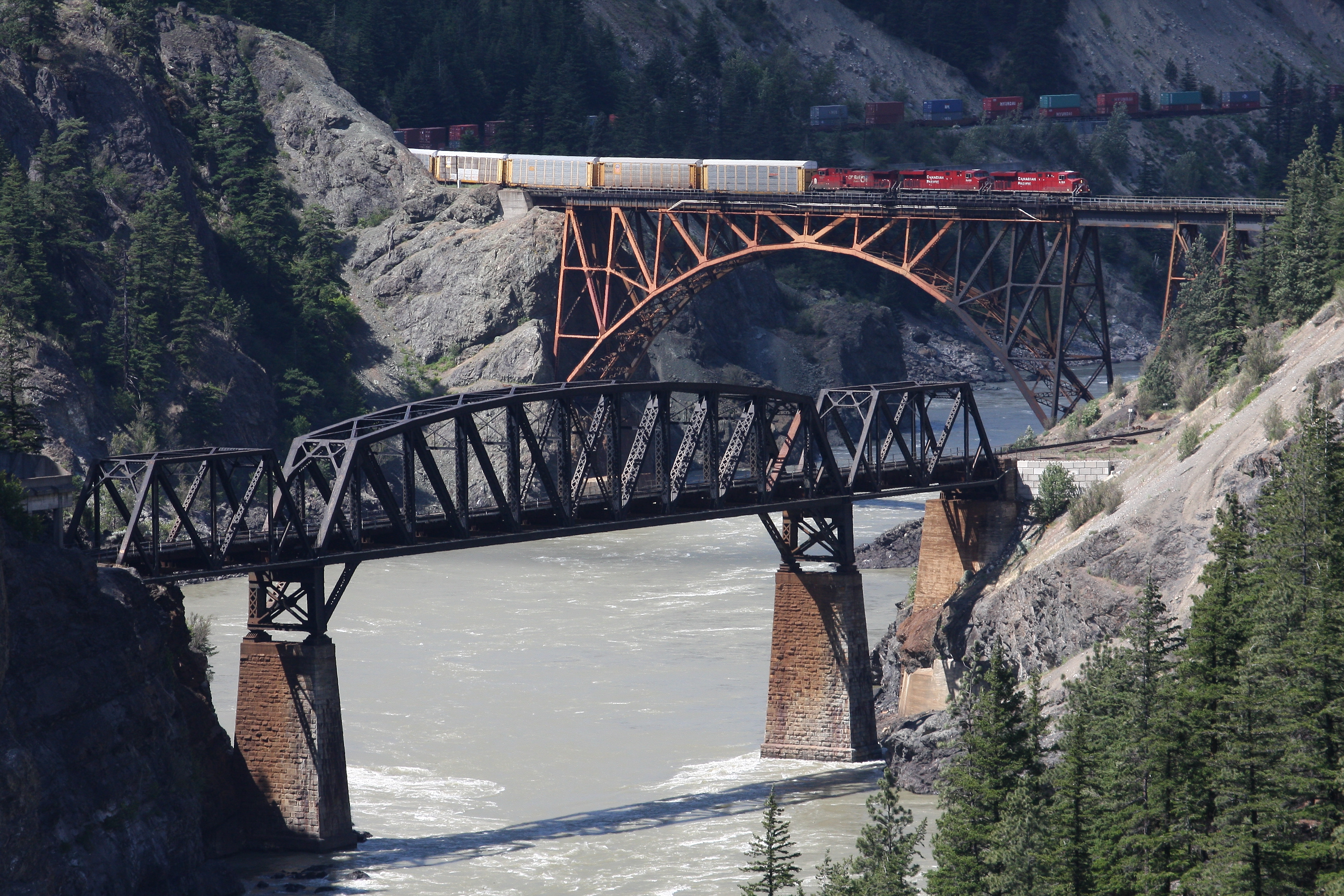
Puentes Cisco - Puente de laCPR (negro) en primer plano, puente del CNR (arco naranja) en segundo plano (con un tren de la CPR). La foto está orientada hacia arriba.

El cañón del Fraser es un importante accidente geográfico del río Fraser el cual desciende rápidamente a través de estrechos desfiladeros de rocas en las montañas Costeras en el camino de la Meseta Interior de la Columbia Británica al valle del Fraser. Coloquialmente, la denominación «cañón del Fraser» se utiliza a menudo para incluir el cañón Thompson, desde Lytton a Ashcroft, ya que están en la misma ruta de la autopista que la mayoría de la gente sigue, aunque en realidad se considera que comienza sobre el lago Williams, en la Columbia Británica, en el cañón del Soda Creek, cerca de la ciudad del mismo nombre. [cita requerida]

## Geología
El cañón se formó durante el período del Mioceno (hace 23,7-5,3 millones de años) por el río que cortaba la meseta Interior que en ese momento se elevaba. Desde el norte de la región de Cariboo hasta Fountain, el río sigue la línea de la enorme falla del Fraser, que corre sobre un eje norte-sur y se encuentra con la falla de Yalakom unos pocos kilómetros río abajo de Lillooet. A lo largo del cañón del Fraser se ven afloramientos de flujos de lava en los acantilados  Representan la actividad volcánica en el sur del grupo Chilcotin durante el período del Plioceno y no se han descubierto las fumarolas volcánicas de sus orígenes. 

## Geografía

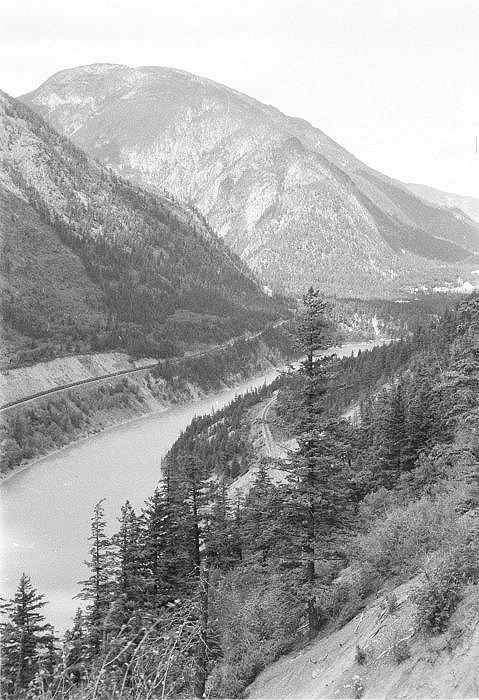
Vista del cañón del Fraser en el área del arroyo Kwioek (el valle sigue a la izquierda)

El cañón se extiende 270 kilómetros al norte de la localidad de Yale hasta la confluencia con el río Chilcotin. Su tramo meridional es un importante corredor de transporte hacia la Columbia Interior desde "la Costa", por donde discurren la Canadian National Railway, el Canadian Pacific Railway y la carretera Transcanadiense, excavada en sus paredes rocosas, con muchas de las grietas laterales del cañón atravesadas por puentes. Antes de la doble vía de esos ferrocarriles y de las importantes mejoras de la carretera 1 (la carretera Transcanadiense), el viaje a través del cañón era aún más precario que ahora. Durante la época de la frontera era un obstáculo importante entre el Lower Mainland y la meseta Interior, y los estrechos senderos a lo largo de sus paredes rocosas —muchos de ellos poco mejores que muescas cortadas en granito, con unos pocos asideros— se comparaban con senderos de cabras. 
Al norte de Lytton, le sigue la autopista 12 de la Columbia Británica, y luego desde Lillooet a Pavilion por la autopista 99 de la Columbia Británica (el extremo más alejado de la autopista Sea-to-Sky, aunque no lleva ese nombre en esta zona). La línea del ferrocarril de la Columbia Británica (el ferrocarril de la Columbia Británica es ahora propiedad de la CN y está operado por ella) sigue el mismo tramo del cañón desde Lillooet hasta poco más allá de Pavilion. Desde allí y la desembocadura del río Chilcotin solo hay caminos rurales escabrosos, y el terreno es una mezcla de las profundidades del cañón flanqueadas por áridos bancos y altas mesetas. Entre Pavilion y Lillooet, la garganta del río presenta su máxima profundidad, con el río estrangulado que corre a través de una serie de estrechos desfiladeros rodeados por altos acantilados, aunque todavía flanqueado por encima de esos acantilados por amplios bancos que se erigen en las laderas de las cordilleras que flanquean la garganta. 

### La puerta del Infierno

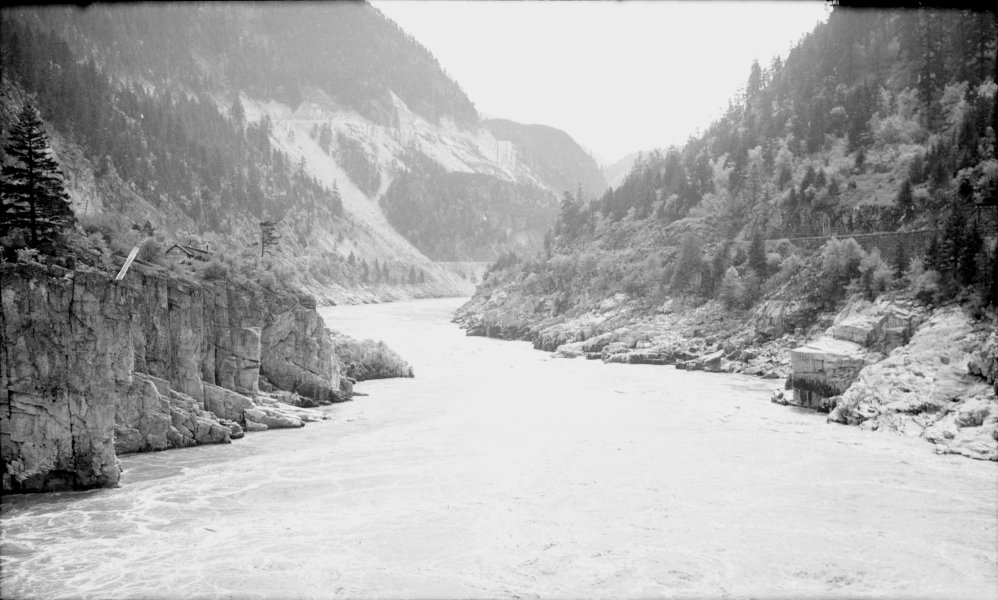
Vista de la puerta del Infierno mirando río abajo (ca. 1955)

En la puerta del Infierno, cerca de Boston Bar, las paredes del cañón se elevan unos 1000 metros por encima de los rápidos. Las escalas para peces a lo largo de la orilla del río permiten a los salmones que migran evitar un desprendimiento de rocas que desvió el río durante la voladura de la línea de ferrocarril del norte Canadiense en 1913. La zona de alrededor de la Puerta del Infierno lleva el nombre de Black Canyon, que puede ser una referencia al color de las rocas cuando llueve, o el nombre de una comunidad construida en los acantilados aquí durante la fiebre del oro del cañón del Fraser. En el sitio que una vez albergó a los trabajadores del ferrocarril, una atracción turística construida en 1971 lleva a los visitantes a través de la Puerta del Infierno por medio de un tranvía aéreo. 

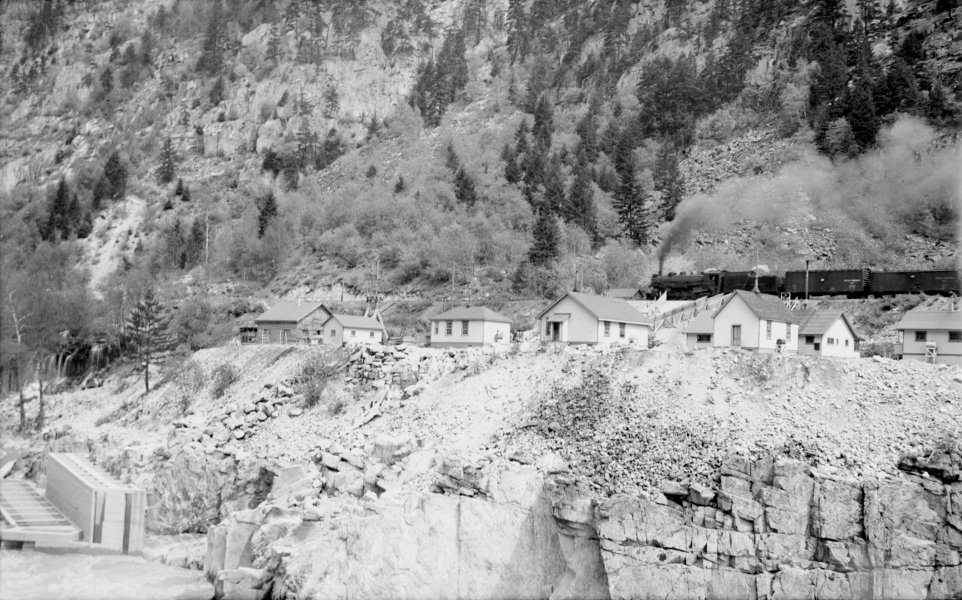
Vista de la puerta del Infierno mirando hacia la orilla este, con una locomotora de vapor CPR al fondo pasando por una antigua vivienda ferroviaria

En Siska, unos minutos al sur de Lytton, están los puentes Cisco, un par de puentes ferroviarios en la garganta de un desfiladero rocoso. De sur a norte, el Canadian Pacific ha estado en el lado oeste del cañón, mientras que el Canadian National ha estado en el lado este. En Siska, los dos ferrocarriles cambian de lado: el puente de cerchas de CP de 160 m de largo cruza al este y el puente de CN, un puente de arco de acero de 250 m cruza hacia el oeste. Los dos ferrocarriles tienen actualmente un acuerdo para permitir la circulación a través del cañón hasta Basque. Todos los trenes que van al este -CN, CP y VIA Rail- van al este de Canadá por la línea CP. Todos los trenes en dirección oeste -CN, CP, Via Rail en dirección oeste canadiense- usan las vías CN. 

### El cañón Alto del Fraser
Justo al norte de Lillooet, estrechos salientes de roca ahogan el río justo en la confluencia del cañón inferior del río Bridge, formando un obstáculo para la migración de los peces que ha hecho de este lugar el sitio de pesca aborigen más concurrido del río, desde la antigüedad hasta el presente. Se cree que las concentraciones de personas de las Primeras Naciones aquí, de todas las tribus del interior, fueron superiores a 10.000 personas. 

### Subcañones
Muchos tramos del Fraser tienen su propio nombre, comenzando por el pequeño cañón entre Yale y Spuzzum, que es oficialmente el punto más bajo del cañón del Fraser (aunque en términos regionales Hope, 32 km más al sur, se considera una ciudad del cañón y la salida meridional del cañón porque la carretera es más difícil desde ese punto; el río es navegable hasta Yale). Entre el Spuzzum y Boston Bar se conocía en la fiebre del oro como el gran cañón o cañón Negro; hay varios subcañones con nombre en el gran cañón, el más famoso es el cañón de la Puerta del Infierno (en algunas descripciones el Cañón Negro está debajo de la Puerta del Infierno). Por encima del gran cañón están el cañón Lillooet, el cañón Fountain, el cañón Glen Fraser, el cañón Moran, el cañón High Bar, el cañón French Bar y el cañón Soda Creek, cerca de Quesnel. Río arriba de allí el río fluye por un terreno más amplio, pero en el calle Robson, entre Prince George y Tête Jaune Cache, el río entra en el gran cañón del Fraser. El cañón Negro era el sitio de un barrio de chabolas del mismo nombre, gran parte del cual estaba en pasarelas en las murallas de sus acantilados de roca oscura. 
Casi todos los afluentes del Fraser tienen cañones de diversa escala; las pocas excepciones incluyen el Pitt y el Chilliwack en el valle bajo del Fraser. El cañón Thompson, desde Lytton hasta Ashcroft, es una secuencia de grandes cañones propios, algunos de los cuales también tienen nombre, aunque la mayoría de los colombianos británicos y viajeros lo consideran parte del cañón del Fraser. Otros cañones importantes en los afluentes son el cañón Coquihalla, el cañón del río Bridge, el cañón Seton y el cañón Cayoosh, adyacente, el cañón Pavilion, el cañón Vermilion (Slok Creek) y el cañón Churn Creek. El río Chilcotin también tiene varios subcañones, al igual que el río Chilko, en particular el cañón de Lava y otro cañón Negro. 

### Cañones superiores
Hay otros cañones en el Fraser que no se consideran parte del propio cañón del Fraser, especialmente en Soda Creek, entre Williams Lake y Prince George. El oficial, pero comparativamente diminuto, Gran Cañón del Fraser está en el tramo superior del río a través de la fosa de las Montañas Rocosas, a unos 115 km aguas arriba de Prince George y a unos 20 km aguas arriba de la confluencia del Fraser con el río Bowron. A pesar de su nombre, el Gran Cañón del Fraser es solo un traicionero rápido de retroceso en un desfiladero rocoso poco profundo, y no tiene ni la impetuosidad del agua ni la profundidad y severidad del cañón como se encuentra en la zona al sur de Big Bar a Lillooet o entre Boston Bar y Yale. 
Casi todos los ríos y arroyos que alimentan al Fraser desde el lago Williams al sur tienen sus propios cañones que se abren al Fraser, o están en los valles laterales a unos pocos kilómetros. Estos incluyen el cañón Marble, el arroyo Churn, el río Chilcotin, el río Bridge, el lago Seton y el arroyo Cayoosh, el río Stein, el río Nahatlatch, el río Coquihalla e innumerables arroyos más pequeños que desaguan en el río entre Kanaka Bar y Yale. 

### Túneles
El ferrocarril del Pacífico Canadiense tiene por lo menos 30 túneles en su sección de Yale a Lytton con una longitud de hasta media milla. Los túneles de la autopista del Cañón Fraser se construyeron desde la primavera de 1957 a 1964 como parte del proyecto de la autopista Transcanadiense. Hay siete túneles en total, el más corto mide unos 57 metros; el más largo, sin embargo, tiene unos 610 metros y es uno de los más largos de América del Norte. Están situados entre Yale y Boston Bar. En orden, de sur a norte, son: Yale (completado en 1963), Saddle Rock (1958), Sailor Bar (1959), Alexandra (1964), Hell's Gate (1960), Ferrabee (1964) y China Bar (1961). El túnel Hell's Gate es el único túnel que no tiene luces, mientras que el túnel China Bar es el único que requiere ventilación. 
Los túneles de China Bar y de Alexandra tienen luces de advertencia que son activadas por los ciclistas antes de entrar en los túneles. Esto fue necesario porque los túneles son curvos. Se espera que el túnel de Ferrabee tenga las mismas luces de advertencia ya que también es curvo.

## Historia
En la desembocadura del cañón, un sitio arqueológico documenta la presencia del pueblo Stó:lō en la zona desde el período Holoceno temprano, hace 8.000 a 10.000 años después de la retirada del glaciar Fraser. La investigación más arriba en el sitio arqueológico de Keatley Creek, cerca de Pavilion, está fechada en 8000 BP, cuando un enorme lago llenó lo que ahora es el cañón sobre Lillooet, creado por un deslizamiento de tierras unos pocos kilómetros al sur del actual pueblo. 
Durante la fiebre del oro del cañón del Fraser de 1858-1860, 10.500 mineros poblaron sus bancos y pueblos. La guerra del Cañón Fraser y la serie de eventos conocidos como la guerra de McGowan ocurrieron durante la fiebre del oro. Otras historias importantes relacionadas con el cañón incluyen la construcción de la carretera Cariboo Wagon Road y la construcción del ferrocarril del Pacífico Canadiense. 
El río es navegable entre Boston Bar y Lillooet y también entre Big Bar Ferry y Prince George y más allá, aunque los rápidos del Cañón Soda y otros lugares seguían siendo aguas difíciles para los numerosos barcos de vapor que surcaban el río en el siglo XIX y principios del XX. El primer barco de paletas que pasó por los rápidos fue el Skuzzy, que se construyó con un casco de múltiples compartimentos para evitar que se hundiera por los daños de las rocas. Se utilizó para transportar equipo y suministros durante la construcción del Ferrocarril del Pacífico Canadiense, a partir de la década de 1880. 
Con la construcción del Ferrocarril del Pacífico Canadiense en el decenio de 1880 se produjo la destrucción de partes clave de la Ruta Cariboo, ya que no había espacio para el ferrocarril y la carretera en las estrechas y empinadas laderas de las montañas sobre el río. Como resultado, los pueblos de Lytton y Boston Bar quedaron aislados del acceso por carretera con el resto de la provincia, salvo por el difícil camino de carretas a Lillooet vía Fountain. Durante la era del automóvil y tras la construcción del Ferrocarril del Norte de Canadá en 1904-05, se construyó una nueva carretera a través del cañón. La autopista del cañón Fraser fue inspeccionada en 1920 y construida en 1924-25 con una ruta de paso disponible después de la finalización del (segundo) puente colgante Alexandra en 1926. Esta fue conocida como la Carretera Cariboo y la Carretera 1 hasta la construcción y designación de la Carretera Transcanadiense (circa-1962).